# Incredible Crisis
 (septembre 2019).
Si vous disposez d'ouvrages ou d'articles de référence ou si vous connaissez des sites web de qualité traitant du thème abordé ici, merci de compléter l'article en donnant les références utiles à sa vérifiabilité et en les liant à la section « Notes et références ».
Incredible Crisis est un party game composé de plusieurs mini-jeux.
Sorti au Japon sous le nom de Tondemo Crisis (とんでもクライシス), le jeu distille un humour japonisant et burlesque servi par une bande-son ska du groupe Tokyo Ska Paradise Orchestra.
Le joueur dirige les quatre membres d'une famille qui doivent rentrer à l'heure pour l'anniversaire de la grand-mère. Chaque personnage traverse des épreuves délirantes tout au long de la journée.
Le père Taneo va être poursuivi par une boule géante, puis foncer sur le périphérique tokyoite à bord d'un brancard. La mère Etsuko va être pris en otage par des braqueurs. Le fils Tsuyoshi est rapetissé dans les herbes de son école. Enfin, la fille Ririka s'enfuit de son école pour ensuite sauver le monde.